# Enispiella grisella
Enispiella grisella är en skalbaggsart som beskrevs av Stefan von Breuning 1938. Enispiella grisella ingår i släktet Enispiella och familjen långhorningar. Inga underarter finns listade i Catalogue of Life.